# 特殊および一般相対性理論について
『特殊および一般相対性理論について』（とくしゅおよびいっぱんそうたいせいりろんについて、独: Über die spezielle und die allgemeine Relativitätstheorie、英: Relativity: The Special and the General Theory）は、1991年4月に白揚社から出版された訳書で、原著者はアルベルト・アインシュタインである。
原著者によってドイツ語で書かれた原著の初版本は、ドイツで1916年に出版され、その後1920年には英語に訳された版も出版されている。日本語版の初版は、1921年に岩波書店から『アインスタイン相対性原理講話』として出版され、それから暫くの間は特に日本語版の出版はなかったが、1973年に白揚社から『わが相対性理論』として出版された。その後、同じく白揚社からドイツ語での原題を直訳した『特殊および一般相対性理論について』と改題して1991年4月に出版され、2004年10月には新装版が出版されている。構成としては大きく分けて3つの章に分かれており、第1章では特殊相対性理論について、第2章では一般相対性理論について、そして第3章では「全体としての世界の考察」について書かれている。